# Aprometopis hirashimai
Aprometopis hirashimai är en tvåvingeart som beskrevs av Kanmiya 1983. Aprometopis hirashimai ingår i släktet Aprometopis och familjen fritflugor. Inga underarter finns listade i Catalogue of Life.